# Limnophila (Lasiomastix) subtenuicornis
Limnophila (Lasiomastix) subtenuicornis is een tweevleugelige uit de familie steltmuggen (Limoniidae). De soort komt voor in het Nearctisch gebied.